# Ribeira Seca (Vila Franca do Campo)
Ribeira Seca es una freguesia portuguesa perteneciente al municipio de Vila Franca do Campo, situado en la Isla de São Miguel, Región Autónoma de Azores. Fue creada en julio de 2002, por desmembramiento de la freguesia de São Miguel.
- Datos: Q2451586
- Multimedia: Ribeira Seca (Vila Franca do Campo) / Q2451586

1. ↑  Worldpostalcodes.org,código postal n.º 9680-021.